# Shoreline
För EP:n av Anna Ternheim, se Shoreline (EP).
"Shoreline" är en låt av den svenska rockgruppen Broder Daniel, skriven av deras sångare Henrik Berggren. Låten gavs ut som den andra singeln från gruppens fjärde och sista studioalbum Cruel Town i februari 2004. Låten hade dock blivit en hit långt innan dess, efter att den framförts live i Sen kväll med Luuk den 30 november 2001.

## Bakgrund
"Shoreline" blev den mest kända och uppmärksammade låten från Cruel Town. Den har haft tre "hit-perioder".
Första gången låten blev en hit var när Broder Daniel spelade låten på Sen kväll med Luuk den 30 november 2001 och då hade det varit tyst om bandet sedan 1998. Fredrik Lindson från The Embassy spelade tamburin och Håkan Hellström var fortfarande medlem i bandet när man spelade på Sen kväll med Luuk. Den här versionen av "Shoreline" spreds på internet och det sägs att det är den mest nedladdade bootleg-låten i Sverige.
Andra hitperioden kom 2003 när albumet släpptes och låten blev även singel. 2005 gjorde Anna Ternheim en coverinspelning på "Shoreline" som blev väldigt uppmärksammad och även då blev låten en hit.
En mer okonventionell tolkning spelades in av jazzmusikern Gunhild Carling 2015. Upphovet till denna version är att Helge Skoog i egenskap av berättarröst i matlagningsprogrammet "Klockan nio hos stjärnorna" uppmanade Carling att "spela Shoreline".
2016 framförde artisten Julia Frej en svensk tolkning av ”Shoreline” i programmet Nyhetsmorgon på TV4. 

### Spela Shoreline

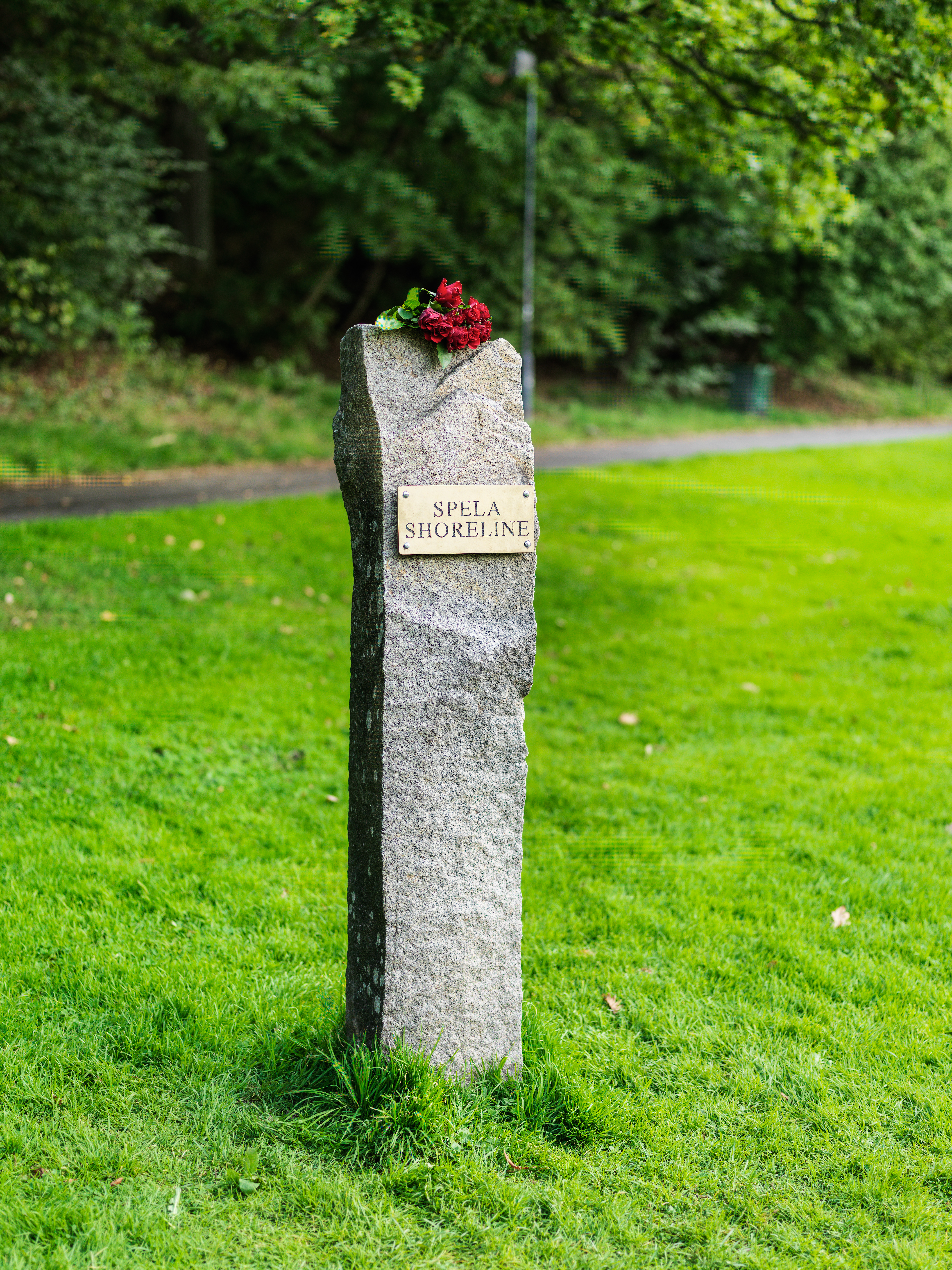
Minnesstenen i Slottsskogen

Uttrycket "Spela Shoreline" växte fram efter spelningen i Sen kväll med Luuk. Till att börja med var frasen en vanlig begäran till DJ:ar eftersom låten inte var tillgänglig på skiva utan bara som nedladdning. Under sommaren 2014 satte två anonyma konstnärer upp en minnessten med texten "Spela Shoreline" i Slottsskogen i Göteborg. Efter att först ha protesterat beslutade Göteborgs kommun att låta stenen stå kvar, dock inte ute på gräsmattan. 

## Låtlista
Alla låtar skrivna av Henrik Berggren.
1. "Shoreline" – 4:16
2. "Dump for Broken Dreams" (Acoustic Version) – 3:13

## Listplaceringar
| Lista (2004)                | Högsta placering |
| --------------------------- | ---------------- |
| Sverige (Sverigetopplistan) | 20               |

## Anna Ternheims tolkning
Den svenska sångerskan Anna Ternheim gjorde en uppmärksammad coverversion av låten på sin skiva Somebody Outside från 2004. Låten har också släppts på EP:n Shoreline och som singel. Ternheims tolkning nådde femte plats på Sverigetopplistan.

## Julia Frejs tolkning
Den svenska sångerskan Julia Frej gjorde en svensk version av låten, Vi är skuggor, i oktober 2016 och publicerade på Youtube, Spotify och iTunes.